# Сьобган Дрейк-Брокмен
Сьобган Дрейк-Брокмен (англ. Siobhan Drake-Brockman; нар. 7 квітня 1978) — колишня австралійська тенісистка.
Найвищу одиночну позицію світового рейтингу — 109 місце досягла 8 вересня 1997, парну — 215 місце — 11 вересня 1995 року.
Найвищим досягненням на турнірах Великого шолома було 2 коло в одиночному розряді.

## Фінали ITF
| турніри $25,000 |
| турніри $10,000 |

### Одиночний розряд (1–2)
| Результат | Ранг | Дата           | Турнір                  | Покриття | Суперниця         | Рахунок       |
| --------- | ---- | -------------- | ----------------------- | -------- | ----------------- | ------------- |
| Поразка   | 1.   | 16 жовтня 1994 | Токіо, Японія           | Тверде   | Аннабел Еллвуд    | 6–2, 3–6, 4–6 |
| Перемога  | 1.   | 4 грудня 1994  | Порт-Пірі, Австралія    | Тверде   | Рейчел Макквіллан | 6–4, 6–2      |
| Поразка   | 2.   | 9 березня 1997 | Рокфорд (Іллінойс), США | Тверде   | Соня Джеясілан    | 6–7, 3–6      |

### Парний розряд (1–1)
| Результат | Ранг | Дата            | Турнір         | Покриття   | Партнерка      | Суперниці                    | Рахунок       |
| --------- | ---- | --------------- | -------------- | ---------- | -------------- | ---------------------------- | ------------- |
| Поразка   | 1.   | 18 березня 1996 | Реймс, Франція | Тверде (i) | Катрін Танв'є  | Джулія Казоні Флора Перфетті | 3–6, 6–4, 0–6 |
| Перемога  | 1.   | 5 липня 1998    | Едмонд, США    | Тверде     | Мелісса Бідмен | Гейл Біггс Бріанн Стюарт     | 7–6, 7–6      |